# SLAM DUNK
『SLAM DUNK』（スラムダンク）は、バスケットボールを題材にした井上雄彦による日本の漫画、およびそれを原作としたメディアミックス作品の総称。『週刊少年ジャンプ』（集英社）において、1990年（42号）から1996年（27号）まで連載された。全276話。

## 概要
主人公の不良少年桜木花道の挑戦と成長を軸にしたバスケットボール漫画。単行本第21 - 23巻の初版発行部数250万部は、当時としての最高記録である。2024年10月時点で世界累計発行部数1億8500万部以上、世界30の国と地域で出版されている。2023年1月時点で、最終31巻まで含めた総販売部数は韓国のみで1450万部以上とされている。
本作品の舞台は神奈川県の主に湘南地区であり、登場する高校などは実際に存在する名称をオマージュしているが、基本的に架空の名称が使われており、選手名や背景もオマージュされている箇所がある。作中の年代は翔陽戦翌日の新聞記事から原作では1992年、アニメでは1994年の3月 - 8月ごろとなっているが、現実の暦と日付と曜日が一致していない。連載終了後の2001年、バスケットボールは大幅に公式ルールの改正が行われたため、作中のゲームは現在とは異なるルールに基づく。また、連載中の1995年にも小幅な改正が行われたが、作中では最後まで1994年以前のルールが使用されている。
ジャンプ歴代最高部数653万部を達成した1995年3 - 4号で巻頭オールカラーを飾り、最終回となる1996年27号では表紙と巻頭カラーの両方を飾った。なお、少年ジャンプにおいて最終回で単独表紙を飾った史上初の作品であり、本作品以外では2016年9月に完結した『こちら葛飾区亀有公園前派出所』の2作のみである。
2001年に発売された完全版コミックスは、集英社における一連の名作の完全版コミックス化の先駆けとなった。
2006年に井上が創設したスラムダンク奨学金は、本作品の印税の一部が原資として充てられている。

### 連載終了とその後
本作品は連載が唐突に終了した。物語がインターハイのトーナメント戦の途中にあり、山王工業戦中に現れて後の対戦相手かのように登場した名朋工業高校、愛和学院高校、大栄学園高校らとの試合は描かれないままの終了であった。
連載について作者は本誌のあとがきで「続きはやりたい」とコメントを残している。本誌上では最終ページに「第一部完」と書かれており、ジャンプ・コミックスの紹介でも既刊扱いとされている。なお、単行本の最終回最終ページでは、本誌とは異なり「第一部完」の言葉がなく、最後に作者のあとがきが載せられている。また、『ジャンプ』連載版とコミックスでは最終話の台詞が若干異なっている。
井上は連載終了について、「インターハイの組み合わせを作った時点で山王戦が最後と決めていた」「トーナメント表を出したからには決勝まで行くっていう決まった道はもう進みたくない」「前の試合よりもつまんない試合は絶対描きたくない」「山王戦より面白い試合は描けないと思っていた」「テンション高いところで終わらないと、作品にとって不幸になっていく」と語っている。続編については「あるかもしれない」という含みのある発言をし、自身の公式サイトでは「描きたくなった時に描く」と言っている。
資生堂「Aleph」のCMにおいて、本作品の登場人物が使用されている。このCMの中には宮城の背番号が4になっていたり、流川のバッシュがジョーダン5からジョーダン12になっていたり、花道の髪が若干長くなってプレイしているなど、最終回以降の描写がなされている。
2004年7月にジャンプ・コミックス版単行本日本国内発行部数が1億部を突破した。それを記念して「スラムダンク一億冊感謝キャンペーン」を実施。このキャンペーンは当初からターゲットを本作品の読者に限定したものである。同年8月10日には『朝日新聞』『毎日新聞』『読売新聞』『日本経済新聞』『産経新聞』『東京新聞』の朝刊紙上にて、作者の井上が一面広告で湘北メンバー6人それぞれの描き下ろしイラストを掲載。この一面広告には作品のタイトル表記は一切なく（サイトのURL表記に「slamdunk」の文字があるのみ）、本作品を知らない人には意味不明の内容となっていた。同年12月には統合により現在は使われていない当時の神奈川県立三崎高等学校校舎において「1億冊ありがとうファイナル」を開催。各教室の黒板に漫画「スラムダンク-あれから10日後」を描いた。作者の公式サイトのみでしか告知されなかったにもかかわらず、3日間で5000人を超えるファンが訪れた。現段階で唯一の正統な続編作品となっている。
2006年9月に発売された『超こち亀』の中で、作者が1Pの作品を寄稿しており、その中で主人公の桜木花道を含めた桜木軍団たちが、両津勘吉と一緒に歩いている絵が描かれている。2007年7月に『週刊少年チャンピオン』で「水島新司先生画業五十周年記念号」に1Pの作品を寄稿しており、桜木花道がピッチャー・殿馬一人がバッターの絵が描かれている。
2009年4月に、「スラムダンク-あれから10日後」完全版が発売。
2018年に、単行本の別バージョンとなる「新装再編版」が6月1日から4か月連続で刊行された。

## あらすじ
神奈川県立湘北高校に入学した赤い髪の不良少年である桜木花道は中学時代に50人の女性から振られ続けた上、最後に振られた女性が「バスケ部の小田君」に好意を持っていたため、バスケットボールが大嫌いになっていた。
しかし、廊下で自身に声をかけてきた赤木晴子に自身の長身と筋肉、身体能力の高さを見出された花道は彼女にバスケット部への入部を薦められる。花道は晴子に一目惚れし、バスケットボールは全くの初心者であるにもかかわらず、晴子目当てに入部。その後、地道な練習や試合を通じて、徐々にバスケットの面白さに目覚め、その才能の芽を急速に開花させる。
湘北バスケ部には監督である安西光義のもと、晴子の兄でもあるキャプテンの赤木剛憲と副キャプテンの木暮公延らに加え、スーパールーキーと称される流川楓も加入。前年度のインターハイ県予選ベスト4である陵南高校との練習試合後には入院していた宮城リョータと元バスケ部の三井寿も復帰した。
夏のインターハイ制覇を目指す湘北は初戦で前年度のインターハイ県予選ベスト8である三浦台高校を破り、その後も予選を順調に勝ち進み、インターハイ常連校の翔陽高校に勝利したことで決勝リーグに進出。決勝リーグの初戦で過去16年連続県予選優勝およびインターハイ出場を果たしている海南大附属高校と激戦を繰り広げるも惜敗。2戦目で前年度のインターハイ県予選ベスト4である武里高校に勝利。海南が陵南と武里に勝利して優勝を決めたことで、インターハイ出場の最後の椅子を賭けた試合となった3戦目では宿敵陵南を破り準優勝。海南と共にインターハイ出場を果たす。
広島県で行われるインターハイのトーナメント1回戦で湘北は大阪府代表校の豊玉高校と対戦して勝利。2回戦ではインターハイ3連覇を果たした秋田県代表校の山王工業高校と対戦する。一時は20点以上の差をつけられるが驚異的な粘りで反撃。花道は負傷した背中の痛みに耐えながらプレーを続け、試合終了間際のジャンプシュートによる決勝点で湘北を逆転勝利に導く。しかし、全てを出し切った湘北は続く3回戦、愛知県代表校の愛和学院高校との対戦で、ウソのようにボロ負けした。
インターハイ後、3年生は赤木と木暮が引退し、三井のみ残留。新キャプテンにリョータが就任し、晴子を新たにマネージャーとして迎えるなど、チームは冬の選抜に向けて新体制となる。流川は全日本ジュニアの代表に選ばれ、花道はリハビリを続けながら再びコートに立てる時を待つ。

## 登場人物
桜木花道（さくらぎ はなみち）
本作品の主人公。神奈川県立湘北高校1年。女子に告白して50連敗中の元不良。晴子に惚れたことがきっかけで高校からバスケを始めた初心者だが、持ち前の身体能力と、弛まぬ努力によって次第に才能を開花させ、まさに天才的な能力を発揮する。
赤木晴子（あかぎ はるこ）
本作品のヒロイン。1年。花道の憧れの人物で、花道がバスケットの世界へ進むきっかけを作る。花道に惚れられているが、本人は流川に想いを寄せている。
赤木剛憲（あかぎ たけのり）
3年。湘北バスケ部キャプテン。赤木晴子の兄で、「ゴール下のキングコング」の異名を持つプレイヤー。
流川楓（るかわ かえで）
1年。中学時代からバスケットのスタープレイヤーで、花道とは「終生のライバル」といわれるようになる。
三井寿（みつい ひさし）
3年。中学時代に神奈川県大会の最優秀選手に選ばれた天才シューター。怪我が原因で一度は挫折し不良となるが、バスケットへの情熱を捨てきれずバスケ部に復帰する。
宮城リョータ（みやぎ リョータ）
2年。小柄だが、湘北バスケ部の次期キャプテンといわれる実力者。湘北バスケ部マネージャーの彩子に想いを寄せているが、相手にされていない。
木暮公延（こぐれ きみのぶ）
3年。湘北バスケ部副キャプテン。赤木とは中学時代からのチームメイトであり親友。花道のよき理解者でもある。
安西光義（あんざい みつよし）
湘北バスケ部監督。5年前までは某大学で鬼コーチと恐れられていたが、現在では白髪仏（ホワイトヘアードブッダ）と呼ばれており、部員たちから親しまれている。

## テレビアニメ
テレビ朝日系列にて1993年10月16日 - 1996年3月23日に放映。全101話+SP版2話。製作は東映動画。ナレーションは木暮公延役の田中秀幸が兼任で担当した。原作に基本的に沿った流れになっており、インターハイに出場決定して試合会場に出発するところまでがアニメ化された。前述のとおり、原作におおむね準じているが、桜木軍団の活躍をクローズアップした回、花道と晴子が夏休みに縁日に行くという回、終盤でインターハイ出場を控えた湘北メンバーが、陵南と翔陽の混成チームと対戦する回など、アニメオリジナルストーリーも少数挟まれた。
第21話と第22話の間に放送されたSP1は、第21話までの内容をダイジェストで約45分にまとめ、木暮、晴子、彦一らが回想するという内容であったが、本放送以降はほとんど再放送されておらず、DVDにも収録されていない。また、第61話と第62話の間に放送されたSP2も、本放送以降は1度も再放送されておらず、こちらもDVDに収録されていない。
2003年に、スポーツウェアメーカー・デサント製による登場人物の桜木花道、流川楓、赤木剛憲、三井寿、宮城リョータと同じコスチュームが付属する限定版DVD-BOXが発売され、後に単巻発売された。また、2008年にも登場人物の花道、牧紳一、仙道彰と同じコスチュームが付属する限定版DVD-BOXが発売され、湘北高校、海南大付属高校、陵南高校の選手のコスチュームも期間限定で特注販売された。
2013年にはテレビアニメ化20周年記念プロジェクトにより、様々な企画が大々的に行われた。その第1弾として、キッズステーションでテレビシリーズのHDマスター版の放送が行われた。2014年には、GYAO!でテレビシリーズの無料配信が行われ、ニコニコ動画でも、同年8月9日から16日まで「ニコニコ生放送」でテレビシリーズの無料配信を行ったほか、テレビシリーズや劇場版のBlu-rayソフトも発売された。8月13日には20周年記念プロジェクトのファイナル企画として「Blu-ray Collection発売記念SLAM DUNKファンミーティング」が行われ、花道役の草尾毅、流川役の緑川光、三井役の置鮎龍太郎が生出演。ニコニコ動画がその模様を生中継した。また、オープニングアニメーションに登場する鎌倉高校前駅付近の踏切が台湾からの観光客の人気スポットとなっていることが報じられた。

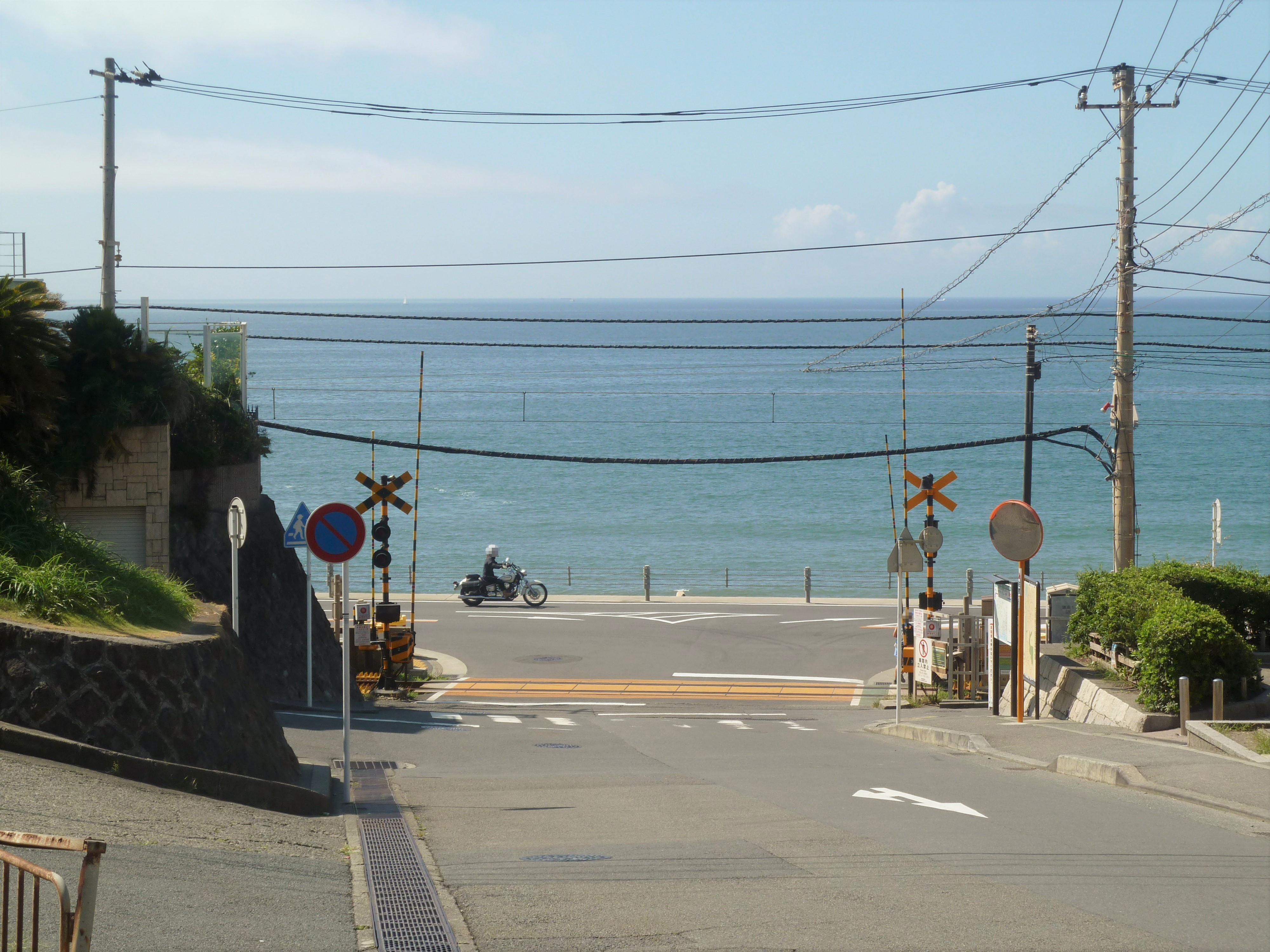
オープニングアニメーションに登場する江ノ島電鉄・鎌倉高校前1号踏切。近年、ここでオーバーツーリズムが問題になっている。

### スタッフ
- プロデューサー
  - テレビ朝日 - 岩本太郎
  - 電通 - 中村重喜
  - 東映動画 - 籏野義文（1話 - 61話） → 西沢信孝（62話 - ）、佐藤公宣（1話 - 86話）
- 原作 - 井上雄彦（集英社『週刊少年ジャンプ』）
- 製作担当 - 松下健吉（1話 - 61話）、岡田将介（25話 - 61話） → 藤本芳弘（62話 - ）
- シリーズディレクター - 西沢信孝
- 音楽 - 増田隆宣（1話 - 69話） → BMF（70話 - ）
- 音楽協力 - テレビ朝日ミュージック
- キャラクターデザイン - 佐藤正樹
- チーフアニメーター - 大西陽一（82話 - ）
- 美術デザイン - 坂本信人（ビックスタジオ）
- 仕上 - スタジオポッケ、スタジオマーチ、スタジオボギー
- 色指定 - 塚田劭、平井典子、黒田進
- 特殊効果 - 岡嶋雄二、山本公、前川孝
- 撮影 - 三晃プロダクション
- 編集 - 西山茂（タバック）
- 録音 - 池上信照（タバック）
- 音響効果 - 伊藤道廣（E&M → サウンドリング） → 石野貴久（サウンドリング）
- 選曲 - 渋江博之（オーディオ・タナカ）
- 記録 - 小川真美子 → 原芳子
- 演出助手 - 中村哲治、渡辺健一郎、金子伸吾、松川智充、多田俊介、冬野徹也、森一敏、春野徹也、池田洋子
- 製作進行 - 坂本憲生知、広瀬公一、森山義秀、山本善之
- 美術進行 - 北山礼子
- 仕上進行 - 荻野光雄、山本花夢、喜多川育子
- 広報 - 丹羽敦子 → 奥村彰浩 → 吉田香絵（テレビ朝日）
- 録音スタジオ - タバック
- 現像 - 東映化学
- 制作協力 - 電通
- 制作 - テレビ朝日、東映

### 主題歌

#### オープニングテーマ
「君が好きだと叫びたい」（1 - 61話） 歌 - BAAD
最終回ラストでも挿入歌として使用された。
「ぜったいに 誰も」（62 - 101話） 歌 - ZYYG

#### エンディングテーマ
「あなただけ見つめてる」（1 - 24話） 歌 - 大黒摩季
「世界が終るまでは…」（25 - 49話）歌 - WANDS
「煌めく瞬間に捕われて」（50 - 81話） 歌 - MANISH
「マイ フレンド」（82 - 101話）歌 - ZARD
なお、「煌めく瞬間に捕われて」以外のエンディングテーマは全てミリオンセラーを達成している。

### アイキャッチ
2頭身あるいは3頭身で描かれた花道らの映像をバックに「君が好きだと叫びたい」（Aパート）および「あなただけ見つめてる」（Bパート）のアレンジBGM（第81話まで。第82話以降は異なるBGMに変更）に乗せて、以下の英語によるナレーションを述べたものになっている。声は古沢幸。
- Aパート
  - Hi, guys! The first part of SLAMDUNK was fun, wasn't it? Basketball is great! Let's play it together (みんな！『SLAM DUNK』前半、おもしろかった？バスケって最高！一緒にやろうよ).
  - Hi, guys! Finally, Hanamichi will put on the show on the court. Let you remain (みんな！ついに花道がコートで活躍するよ。チャンネルはそのまま).
  - Let's play basketball, guys! You'll feel like the wind when you've got the ball and go to the basket (バスケしようよ、みんな！ボールを持ってゴールへ向かうとまるで風になった気分).
  - Let's show your girl your best move. It doesn't matter if you win or lose as long as you give it your best (最高の動き、彼女に見せてやろう。ベストを尽くせば勝ち負けなんて関係ないさ！)!
  - One out of every five junior high students plays basketball. Did you know that (中学生の5人に1人はバスケをやっているんだって。知ってた？)?
- Bパート
  - Thanks for waiting! The second part of SLAMDUNK will start in a minute. Let's get together in front of TV (お待たせ！『SLAM DUNK』後半、まもなく始まるよ。テレビの前に集まろう).
  - If you can hold the ball in a hand, you'll be a great basketball player (もし片手でボールを掴めたら、君はすごいバスケ選手になれるよ).
  - Let's go for it! It's cool to be with your brothers (頑張ろう！仲間と一緒ってかっこいい！)!
  - Pass the ball! Someone is waiting. Trust will be the key to getting his friendship (パスを出せ！誰かが待ってる。信頼こそが友情を勝ち取るカギなんだ).
  - It's great to pull off basketball techniques one after the other like Hanamichi (花道みたいに次々とバスケのテクニックを掴んでいけたらすごいよね).

### 各話リスト
放送日はテレビ朝日および同時ネット局のもの。
| 話数 | サブタイトル                                                                         | 脚本     | （コンテ） 演出       | 作画監督          | 美術         | 放送日 （テレビ朝日） |
| ---- | ------------------------------------------------------------------------------------ | -------- | --------------------- | ----------------- | ------------ | --------------------- |
| 1    | 天才バスケットマン誕生!?                                                             | 菅良幸   | 西沢信孝              | 加々美高浩        | 坂本信人     | 1993年 10月16日       |
| 2    | くたばれバスケ! 花道VS流川                                                           | 菅良幸   | 明比正行              | 横山健次          | 坂本信人     | 10月30日              |
| 3    | ゴリラVS花道! 究極の対決!!                                                           | 岸間信明 | 志水淳児              | 堀澤聡志          | 坂本信人     | 11月6日               |
| 4    | バスケットマン花道入部!                                                              | 岸間信明 | 有迫俊彦              | 大西陽一          | 坂本信人     | 11月13日              |
| 5    | 根性なしの午後                                                                       | 菅良幸   | （明比正行） 又野弘道 | 板野一郎          | 坂本信人     | 11月20日              |
| 6    | 流川VS赤木・本物対決!                                                                | 菅良幸   | 竹之内和久            | 清山滋崇          | 坂本信人     | 12月4日               |
| 7    | 花道デビュー! ダンクさく裂                                                           | 岸間信明 | 明比正行              | 須田正己          | 坂本信人     | 12月11日              |
| 8    | 花道ピンチ! 柔道男の罠                                                               | 菅良幸   | 志水淳児              | 横山健次          | 坂本信人     | 12月18日              |
| 9    | オレはバスケットをやる!                                                              | 菅良幸   | 有迫俊彦              | 堀澤聡志          | 坂本信人     | 12月25日              |
| 10   | 庶民のシュートはむずかしい                                                           | 岸間信明 | 又野弘道              | 大西陽一          | 坂本信人     | 1994年 1月8日         |
| 11   | 二人だけの愛の秘密特訓!?                                                             | 岸間信明 | 西沢信孝              | 小林利充          | 坂本信人     | 1月15日               |
| 12   | 倒せ陵南! 決戦前夜の猛特訓                                                           | 菅良幸   | 明比正行              | 直井正博          | 坂本信人     | 1月22日               |
| 13   | 湘北VS陵南 燃える主将!                                                               | 菅良幸   | 中村哲治              | 清山滋崇          | 坂本信人     | 1月29日               |
| 14   | 超高校級! 陵南ドトウの攻撃                                                           | 菅良幸   | 志水淳児              | 須田正己          | 中山恭子     | 2月5日                |
| 15   | 花道キンチョーの晴れ舞台!                                                            | 菅良幸   | 有迫俊彦              | 横山健次          | 小名木麻起子 | 2月12日               |
| 16   | なんだコイツは!? 田岡の誤算                                                          | 菅良幸   | 又野弘道              | 堀澤聡志          | 萩原正己     | 2月19日               |
| 17   | リバウンド王 桜木花道の苦悩                                                          | 岸間信明 | 明比正行              | 大西陽一          | 北原美佐     | 2月26日               |
| 18   | ラスト2分! 仙道は俺が倒す                                                            | 岸間信明 | 志水淳児              | 小林利充          | 中山恭子     | 3月5日                |
| 19   | タイムアップ! 決着陵南戦                                                             | 岸間信明 | 有迫俊彦              | 須田正己          | 小名木麻起子 | 3月12日               |
| 20   | バスケットシューズ                                                                   | 菅良幸   | 中村哲治              | 横山健次          | 明石貞一     | 3月19日               |
| 21   | スーパー問題児! 花道VS宮城                                                           | 菅良幸   | 又野弘道              | 堀澤聡志          | 萩原正己     | 3月26日               |
| SP1  | アニメ・スペシャル SLAM DUNK 決意の湘北バスケ部                                      | 菅良幸   | -                     | -                 | -            | 4月9日                |
| 22   | 史上最悪どあほうコンビ誕生                                                           | 菅良幸   | 明比正行              | 大西陽一          | 北原美佐     | 4月16日               |
| 23   | 湘北バスケ部最後の日                                                                 | 菅良幸   | 竹之内和久            | 直井正博          | 中山恭子     | 4月23日               |
| 24   | 正義の味方・桜木軍団参上!                                                            | 菅良幸   | 志水淳児              | 小林利充          | 小名木麻起子 | 4月30日               |
| 25   | 全国制覇をめざした男                                                                 | 菅良幸   | 中村哲治              | 須田正己          | 萩原正己     | 5月7日                |
| 26   | 三井寿15歳の悩み                                                                     | 菅良幸   | 又野弘道              | 清山滋崇          | 北原美佐     | 5月14日               |
| 27   | バスケがしたいです!                                                                  | 菅良幸   | 明比正行              | 横山健次          | 中山恭子     | 5月21日               |
| 28   | インターハイ予選開始                                                                 | 菅良幸   | 有迫俊彦              | 堀澤聡志          | 小名木麻起子 | 5月28日               |
| 29   | 花道! 公式戦デビュー                                                                 | 岸間信明 | 志水淳児              | 上野ケン          | 萩原正己     | 6月18日               |
| 30   | ハンセイ軍団の大反撃                                                                 | 岸間信明 | 中村哲治              | 直井正博          | 北原美佐     | 6月25日               |
| 31   | 強敵三浦台の秘密兵器                                                                 | 岸間信明 | 又野弘道              | 小林利充          | 中山恭子     | 7月2日                |
| 32   | 天才花道! 必殺ダンク                                                                 | 岸間信明 | 明比正行              | 須田正己          | 小名木麻起子 | 7月16日               |
| 33   | 退場王!? 桜木花道                                                                    | 岸間信明 | 志水淳児              | 横山健次          | 田中資幸     | 8月6日                |
| 34   | ゴリ直伝・眼で殺せ!                                                                  | 菅良幸   | 中村哲治              | 堀澤聡志          | 萩原正己     | 8月20日               |
| 35   | 男たちの熱き想い                                                                     | 岸間信明 | 又野弘道              | 上野ケン          | 中山恭子     | 8月27日               |
| 36   | シード校・翔陽登場                                                                   | 菅良幸   | 明比正行              | 直井正博          | 小名木麻起子 | 9月3日                |
| 37   | 花道・初スタメン!                                                                    | 菅良幸   | 角銅博之              | 小林利充          | 萩原正己     | 9月10日               |
| 38   | 流川の反撃!                                                                          | 菅良幸   | 竹之内和久            | 須田正己          | 北原美佐     | 9月17日               |
| 39   | 電光石火のリョータ!                                                                  | 菅良幸   | 志水淳児              | 堀澤聡志          | 中山恭子     | 9月24日               |
| 40   | リバウンド王・桜木花道                                                               | 菅良幸   | 中村哲治              | 横山健次          | 北原美佐     | 10月1日               |
| 41   | 翔陽エース・藤真登場                                                                 | 菅良幸   | 又野弘道              | 上野ケン          | 小名木麻起子 | 10月1日               |
| 42   | 翔陽エース藤真の実力                                                                 | 岸間信明 | 明比正行              | 大西陽一          | 萩原正己     | 10月15日              |
| 43   | 三井、限界か!?                                                                       | 岸間信明 | 角銅博之              | 小林利充          | 北原美佐     | 10月22日              |
| 44   | 三井! 嵐の3ポイント                                                                  | 岸間信明 | 志水淳児              | 清山滋崇          | 中山恭子     | 11月5日               |
| 45   | 退場目前!? 花道ピンチ                                                                | 岸間信明 | 中村哲治              | 須田正己          | 小名木麻起子 | 11月26日              |
| 46   | 花道、熱きダンク                                                                     | 岸間信明 | 又野弘道              | 堀澤聡志          | 萩原正己     | 12月3日               |
| 47   | ライバルからの挑戦状                                                                 | 菅良幸   | 明比正行              | 横山健次          | 北原美佐     | 12月10日              |
| 48   | 打倒海南を誓う男                                                                     | 菅良幸   | 角銅博之              | 上野ケン          | 中山恭子     | 12月17日              |
| 49   | 武園・最後の闘志                                                                     | 菅良幸   | 志水淳児              | 大西陽一          | 萩原正己     | 12月24日              |
| 50   | 王者への挑戦                                                                         | 菅良幸   | （西沢信孝） 又野弘道 | 小林利充          | 北原美佐     | 1995年 1月7日         |
| 51   | 計算外!? 花道絶好調!                                                                 | 菅良幸   | 中村哲治              | 清山滋崇          | 中山恭子     | 1月14日               |
| 52   | 桜木封じの秘密兵器!                                                                  | 菅良幸   | 又野弘道              | 須田正己          | 萩原正己     | 1月21日               |
| 53   | ゴリ負傷! 絶体絶命!?                                                                 | 菅良幸   | 明比正行              | 横山健次          | 北原美佐     | 1月28日               |
| 54   | キングコング・弟                                                                     | 菅良幸   | 有迫俊彦              | 高野和史          | 中山恭子     | 2月4日                |
| 55   | ゲームを支配する男                                                                   | 菅良幸   | 志水淳児              | 上野ケン          | 萩原正己     | 2月11日               |
| 56   | エース牧・全開!                                                                      | 菅良幸   | 角銅博之              | 三浦和也          | 北原美佐     | 2月18日               |
| 57   | 安西・勝利への賭け!                                                                  | 菅良幸   | 中村哲治              | 小林利充          | 坂本信人     | 2月25日               |
| 58   | しぶとい奴ら!                                                                        | 菅良幸   | 又野弘道              | 清山滋崇          | 中山恭子     | 3月4日                |
| 59   | ラスト10秒! 完全決着                                                                 | 岸間信明 | 明比正行              | 須田正己          | 萩原正己     | 3月11日               |
| 60   | がけっぷちの湘北                                                                     | 岸間信明 | 有迫俊彦              | 横山健次          | 北原美佐     | 3月18日               |
| 61   | ボーズ頭の逆襲!                                                                      | 岸間信明 | 志水淳児              | 近藤優次          | 中山恭子     | 3月25日               |
| SP2  | スラムダンク・スペシャル 激闘2連戦! 湘北対武里 & 湘北対海南! ニュー花道・炎の猛特訓! | 岸間信明 | -                     | -                 | -            | 4月8日                |
| 62   | 特訓3DAYS                                                                            | 岸間信明 | 中村哲治              | 上野ケン          | 萩原正己     | 4月8日                |
| 63   | 頂上決戦! 海南VS陵南                                                                 | 岸間信明 | 又野弘道              | 直井正博 高野和史 | 北原美佐     | 4月8日                |
| 64   | 本領発揮! 王者・海南                                                                 | 岸間信明 | 明比正行              | 三浦和也          | 中山恭子     | 4月15日               |
| 65   | 最強対決! 仙道VS牧                                                                   | 岸間信明 | 吉沢孝男              | 小林利充          | 萩原正己     | 4月29日               |
| 66   | 仙道・一瞬の賭け!                                                                    | 岸間信明 | （有迫俊彦） 又野弘道 | 須田正己          | 北原美佐     | 5月13日               |
| 67   | 最終決戦! 湘北VS陵南                                                                 | 菅良幸   | 志水淳児              | 清山滋崇          | 中山恭子     | 5月20日               |
| 68   | 救世主!? 桜木花道                                                                    | 菅良幸   | 中村哲治              | 横山健次          | 萩原正己     | 5月27日               |
| 69   | ゴリ異変!                                                                            | 菅良幸   | 又野弘道              | 近藤優次          | 北原美佐     | 6月3日                |
| 70   | ゴリラダンクII                                                                       | 菅良幸   | 明比正行              | 林明美            | 中山恭子     | 6月10日               |
| 71   | ゴリ・復活の雄叫び!                                                                  | 岸間信明 | 吉沢孝男              | 直井正博 高野和史 | 萩原正己     | 6月17日               |
| 72   | 人生最大の屈辱                                                                       | 岸間信明 | 角銅博之              | 上野ケン          | 北原美佐     | 7月1日                |
| 73   | 流川・後半戦への賭け                                                                 | 菅良幸   | 志水淳児              | 三浦和也          | 中山恭子     | 7月8日                |
| 74   | 最も危険な挑戦者                                                                     | 菅良幸   | 中村哲治              | 須田正己          | 萩原正己     | 7月15日               |
| 75   | ファインプレイ                                                                       | 菅良幸   | 又野弘道              | 小林利充          | 北原美佐     | 7月22日               |
| 76   | 勝利の予感                                                                           | 岸間信明 | 角銅博之              | 近藤優次          | 中山恭子     | 8月5日                |
| 77   | 君たちは強い                                                                         | 岸間信明 | 志水淳児              | 横山健次          | 田中功一     | 8月12日               |
| 78   | 復活! 闘将・魚住純                                                                   | 岸間信明 | 吉沢孝男              | 高野和史          | 萩原正己     | 8月19日               |
| 79   | BW! 陵南の反撃                                                                       | 菅良幸   | 中村哲治              | 上野ケン          | 原田みか     | 8月26日               |
| 80   | 湘北の不安要素                                                                       | 菅良幸   | 又野弘道              | 三浦和也          | 北原美佐     | 9月2日                |
| 81   | 仙道ファイヤー! 湘北崩壊!!                                                           | 菅良幸   | 角銅博之              | 近藤優次          | 武藤隆裕     | 9月23日               |
| 82   | ド素人・花道本領発揮                                                                 | 岸間信明 | 志水淳児              | 大西陽一          | 中山恭子     | 10月21日              |
| 83   | 副主将メガネ君の執念                                                                 | 岸間信明 | （明比正行） 又野弘道 | 須田正己          | 芳野満雄     | 10月28日              |
| 84   | 勝敗                                                                                 | 岸間信明 | 吉沢孝男              | 横山健次          | 田中功一     | 11月4日               |
| 85   | あらたなる挑戦! 全国制覇                                                             | 菅良幸   | 中村哲治              | 高野和史          | 萩原正己     | 11月11日              |
| 86   | 流川の野望                                                                           | 菅良幸   | 角銅博之              | 小林利充          | 北原美佐     | 11月18日              |
| 87   | 日本一の高校生                                                                       | 菅良幸   | 又野弘道              | 三浦和也          | 中山恭子     | 11月25日              |
| 88   | バスケットの国アメリカ                                                               | 岸間信明 | 明比正行              | 近藤優次          | 原田みか     | 12月2日               |
| 89   | 鬼気迫る! 流川                                                                       | 岸間信明 | 志水淳児              | 上野ケン          | 萩原正己     | 12月9日               |
| 90   | 湘北 真のエース!                                                                     | 岸間信明 | 吉沢孝男              | 須田正己          | 北原美佐     | 12月16日              |
| 91   | 全国が危ない!                                                                        | 菅良幸   | 中村哲治              | 横山健次          | 中山恭子     | 12月23日              |
| 92   | 男の友情!? 桜木軍団                                                                  | 岸間信明 | 角銅博之              | 大西陽一          | 武藤隆裕     | 1996年 1月13日        |
| 93   | 2万本への挑戦                                                                        | 菅良幸   | 明比正行              | 三浦和也          | 萩原正己     | 1月20日               |
| 94   | 静岡の激闘! 湘北VS常誠                                                               | 菅良幸   | 志水淳児 中村哲治     | 直井正博          | 北原美佐     | 1月27日               |
| 95   | 花道の最も熱き一日                                                                   | 菅良幸   | 明比正行              | 上野ケン          | 篠田邦宏     | 2月3日                |
| 96   | バスケットシューズII                                                                 | 岸間信明 | 中村哲治              | 横山健次          | 中山恭子     | 2月10日               |
| 97   | 熱き思い・魚住再び!                                                                  | 菅良幸   | 明比正行              | 須田正己          | 田中功一     | 2月17日               |
| 98   | 激闘開始! 湘北VS翔陽・陵南                                                           | 菅良幸   | 角銅博之              | 近藤優次          | 北原美佐     | 2月24日               |
| 99   | 湘北危うし! 脅威の最強軍団                                                           | 菅良幸   | 吉沢孝男              | 大西陽一          | 篠田邦宏     | 3月2日                |
| 100  | 奇跡の男・桜木花道!                                                                  | 菅良幸   | 中村哲治              | 上野ケン          | 中山恭子     | 3月9日                |
| 101  | 栄光のスラムダンク                                                                   | 岸間信明 | 角銅博之              | 横山健次          | 中山恭子     | 3月23日               |

### 放送局
出典は四国放送、テレビ愛媛、琉球朝日放送、キッズステーションとテレビ山梨の開始時期を除き1995年9月時点のものを使用する。
| 放送対象地域  | 放送局             | 系列                          | ネット形態・放送時間 | 備考                    |
| ------------- | ------------------ | ----------------------------- | --- | ----------------------- |
| 関東広域圏    | テレビ朝日         | テレビ朝日系列                | 制作局 |                         |
| 北海道        | 北海道テレビ       | テレビ朝日系列                | 同時ネット |                         |
| 青森県        | 青森朝日放送       | テレビ朝日系列                | 同時ネット |                         |
| 岩手県        | テレビ岩手         | 日本テレビ系列                | 水曜 16:00 - 16:30に遅れネット |                         |
| 宮城県        | 東日本放送         | テレビ朝日系列                | 同時ネット |                         |
| 秋田県        | 秋田朝日放送       | テレビ朝日系列                | 同時ネット |                         |
| 山形県        | 山形テレビ         | テレビ朝日系列                | 同時ネット |                         |
| 福島県        | 福島放送           | テレビ朝日系列                | 同時ネット |                         |
| 山梨県        | テレビ山梨         | TBS系列                       | 水曜 16:25 - 16:55に遅れネット。 1994年5月11日開始、1997年2月19日まで放送。                                                               | [ 注釈 7 ]              |
| 新潟県        | 新潟テレビ21       | テレビ朝日系列                | 同時ネット |                         |
| 長野県        | 長野朝日放送       | テレビ朝日系列                | 同時ネット |                         |
| 富山県        | 北日本放送         | 日本テレビ系列                | 1994年8月1日 - 8月31日：月曜 - 金曜 9:30 - 10:00 1994年10月7日 - 1996年7月5日：金曜 17:30 - 17:56 1996年7月12日最終回：金曜 17:30 - 18:00 |                         |
| 石川県        | 北陸朝日放送       | テレビ朝日系列                | 同時ネット |                         |
| 福井県        | 福井放送           | 日本テレビ系列 テレビ朝日系列 | 1994年4月4日 - 1996年4月15日：月曜 17:00 - 17:30                                                                                          |                         |
| 静岡県        | 静岡朝日テレビ     | テレビ朝日系列                | 同時ネット |                         |
| 中京広域圏    | 名古屋テレビ       | テレビ朝日系列                | 同時ネット |                         |
| 近畿広域圏    | 朝日放送           | テレビ朝日系列                | 先行放送 | [ 注釈 8 ]              |
| 島根県 鳥取県 | 山陰放送           | TBS系列                       | 放送開始から1995年12月30日まで土曜 17:15 - 17:45、1996年1月9日から不明まで火曜 17:30 - 18:00                                              |                         |
| 広島県        | 広島ホームテレビ   | テレビ朝日系列                | 同時ネット | [ 注釈 9 ]              |
| 山口県        | 山口朝日放送       | テレビ朝日系列                | 同時ネット |                         |
| 徳島県        | 四国放送           | 日本テレビ系列                | 遅れネット |                         |
| 香川県 岡山県 | 瀬戸内海放送       | テレビ朝日系列                | 同時ネット |                         |
| 愛媛県        | テレビ愛媛         | フジテレビ系列                | 遅れネット | 1995年3月まで           |
| 愛媛県        | 愛媛朝日テレビ     | テレビ朝日系列                | 同時ネット | 1995年4月開局から       |
| 高知県        | テレビ高知         | TBS系列                       | 金曜 16:00 - 16:30に遅れネット |                         |
| 福岡県        | 九州朝日放送       | テレビ朝日系列                | 同時ネット |                         |
| 長崎県        | 長崎文化放送       | テレビ朝日系列                | 同時ネット |                         |
| 熊本県        | 熊本朝日放送       | テレビ朝日系列                | 同時ネット |                         |
| 大分県        | 大分朝日放送       | テレビ朝日系列                | 同時ネット |                         |
| 宮崎県        | 宮崎放送           | TBS系列                       | 金曜 17:25 - 17:55に遅れネット | [ 注釈 10 ]             |
| 鹿児島県      | 鹿児島放送         | テレビ朝日系列                | 同時ネット |                         |
| 沖縄県        | 琉球放送           | TBS系列                       | 木曜 16:00 - 16:30に遅れネット | 1995年9月まで           |
| 沖縄県        | 琉球朝日放送       | テレビ朝日系列                | 同時ネット | 1995年10月開局から      |
| 日本全域      | キッズステーション | CS放送                        | | HDリマスター版 字幕放送 |

| テレビ朝日系 土曜19時台後半（1993年10月 - 1996年3月）  | テレビ朝日系 土曜19時台後半（1993年10月 - 1996年3月） | テレビ朝日系 土曜19時台後半（1993年10月 - 1996年3月） |
| 前番組                                                 | 番組名                                                | 次番組                                                |
| ------------------------------------------------------ | ----------------------------------------------------- | ----------------------------------------------------- |
| 南国少年パプワくん                                     | SLAM DUNK                                             | 地獄先生ぬ〜べ〜                                      |
| テレビ朝日 土曜19:58 - 20:00（1993年10月 - 1995年9月） |                                                       |                                                       |
| We ※一旦休止                                           | SLAM DUNK 【2分拡大して継続】                         | We ※再スタート                                        |

## 劇場アニメ
全国東映系で上映。
スラムダンク
1994年3月公開
湘北対陵南の練習試合直後の湘北対武園の練習試合を描く。原作第1話において、花道の50人目の告白玉砕相手である少女と彼女の思い人の小田も設定を進めて登場。
スラムダンク 全国制覇だ! 桜木花道
1994年7月公開
原作第79話でダイジェストが描かれた、IH予選4回戦湘北対津久武の試合をアレンジしたもの。
スラムダンク 湘北最大の危機! 燃えろ桜木花道
1995年3月公開
湘北対海南のIH予選終了直後の湘北対緑風の練習試合が舞台になっている。
スラムダンク 吠えろバスケットマン魂!! 花道と流川の熱き夏
1995年7月公開
流川と彼の中学時代の後輩である水沢イチローに主軸が置かれた作品。前の3作が県の強豪校との激しい対戦が描かれていたのに対し、この作品では人間ドラマに重点が置かれている。
THE FIRST SLAM DUNK
2021年1月7日に原作者の井上雄彦のTwitterと東映アニメーションより、新作アニメーション映画の制作が発表された。原作者の井上雄彦が監督・脚本を務める。2022年12月3日に公開。
なお、2006年8月1日から8月4日まで、NHK BS-2の「BS夏休みアニメ特選」枠内にて第1作から第4作を放送していた。また、テレビ大阪も2007年1月3日に2.と3.、1月8日に4.が放送された（1.は未放映）。2024年7月28日にもBS12トゥエルビで第1作から第4作が放送された。
また、2025年1月1日から2日に渡って、朝7時よりサンテレビジョンにて第1作から第4作を一挙放送された。

## ゲーム
本作品のゲームのうち、1990年代のソフトはバンダイもしくはバンプレストより発売されているが、タイトルが「From TV animation スラムダンク」または「テレビアニメ スラムダンク」という表記になっている。これはコナミより『スラムダンク』というタイトルの本作品とは無関係なバスケットボールを題材としたアーケードゲームが1993年に出ていて、先に商標登録されていたためである。
2010年代に東映アニメーションが配信したアプリもアニメ版がベースだが、「From TV animation」や「テレビアニメ」の表記はなくなっている。
なお、下記はバンダイナムコエンターテインメントの公式サイトでの表記であるが、商品自体には「勝利へのスターティング5」（ゲームギア版）、「IH予選完全版!!」（スーパーファミコン版『スラムダンク2』）という副題が付けられている。
- バンダイ 『From TV animation スラムダンク 四強激突!!』（スーパーファミコン）：1994年3月26日
- バンダイ 『From TV animation スラムダンク がけっぷちの決勝リーグ』（ゲームボーイ）：1994年8月11日
- バンダイ 『テレビアニメ スラムダンク』（ゲームギア）：1994年12月16日
- バンダイ 『From TV animation テレビアニメ スラムダンク2』（スーパーファミコン）：1995年2月24日
- バンダイ 『From TV animation スラムダンク2 全国へのTIP OFF』（ゲームボーイ）：1995年3月17日
- バンダイ 『テレビアニメ スラムダンク 強豪 真っ向対決!』（メガドライブ）：1995年4月28日[注釈 11]
  - テレビアニメに準拠したストーリーで、アニメファン向きの作品。ゲーム内容はオーソドックスなバスケットゲームであり、バスケットゲーム初心者であっても取り付きやすい内容[30]。特徴として、自分の使うキャラクターを選択すればボールを持ってない状態でもそのキャラクターを動かして試合を進められる「セルフィッシュモード」の搭載が挙げられる。
- バンダイ 『From TV animation スラムダンク I Love Basketball』（セガサターン）：1995年8月11日[注釈 12]
- バンダイ 『From TV animation スラムダンク 〜SDヒートアップ!!〜』（スーパーファミコン）：1995年10月27日
- バンプレスト 『スーパースラムズ -FROM TV ANIMATION SLAM DUNK-』 （アーケード）：1995年（開発元：ビデオシステム）
- 東映アニメーション『スラムダンク for モバゲー』（Mobage）：2011年3月（機種：FP）・2011年8月（機種：SP）
- 東映アニメーション『SLAM DUNK〜目指せ!最強チーム!!〜』（Mobage）：2013年2月12日（機種：FP・SP）

## 日本国外での展開
- 台湾では続編として『スラムダンク2』が作者に無許可で作られた[31]。この作品は高校教師となった流川楓が主人公となっている。
- 大韓民国では当時の社会情勢の影響などにより若者の間で大ヒットした[32]。物語の設定が韓国物として変更されており、地名や登場人物の固有名詞、日本語（店の看板など）も韓国語に書き換えられている[注釈 13][32]。完全版では地名と店の看板が日本語となっているが、韓国版が浸透しているため2023年に『THE FIRST』が公開された際には最初の韓国版と同じ訳が採用された[32]。
- アメリカ合衆国では、2002年にアメリカ初の週刊マンガ雑誌として売り出した『Raijin Comics』に掲載されたのが最初で、単行本が2003年に発売された。しかし、会社はアメリカでのマンガ出版事業から撤退。本作品も数冊刊行されただけで終わった。2008年にビズメディアがライセンスを取得し、『SHONEN JUMP』のレーベルで新たに出版を開始した。

## 評価
- 第40回平成6年度（1994年）小学館漫画賞少年部門受賞。2006年に文化庁が実施した文化庁メディア芸術祭「日本のメディア芸術100選」にてマンガ部門で1位を獲得[33][34][35]。

- 『ダ・ヴィンチ』調べによる漫画家、評論家、書店員、読者の総勢808人が選んだ漫画史50年の中のコミックランキングで第1位に選出された。

- 2021年8月に行われ、500人が投票に参加した「漫画おすすめランキング」では、「進撃の巨人」や「ONE PIECE」を凌ぎ1位を獲得した[36]。

## 書誌情報

### 単行本
- 井上雄彦 『SLAM DUNK』 集英社〈ジャンプ・コミックス〉、全31巻
  1. 「桜木君」1991年2月15日第1刷発行（2月8日発売[37]）、ISBN 4-08-871611-6
  2. 「NEW POWER GENERATION」1991年6月15日第1刷発行（6月10日発売[38]）、ISBN 4-08-871612-4
  3. 「庶民のシュートは難しい」1991年7月15日第1刷発行（7月10日発売[39]）、ISBN 4-08-871613-2
  4. 「主役登場!!」1991年8月12日第1刷発行（8月7日発売[40]）、ISBN 4-08-871614-0
  5. 「REBOUND」1991年10月15日第1刷発行（10月9日発売[41]）、ISBN 4-08-871615-9
  6. 「NOTHING TO LOSE」1991年12月8日第1刷発行（12月3日発売[42]）、ISBN 4-08-871616-7
  7. 「バスケ部最後の日」1992年3月15日第1刷発行（3月10日発売[43]）、ISBN 4-08-871617-5
  8. 「BASKETBALL」1992年6月15日第1刷発行（6月10日発売[44]）、ISBN 4-08-871618-3
  9. 「問題児軍団」1992年9月4日第1刷発行（9月4日発売[45]）、ISBN 4-08-871619-1
  10. 「リバウンド王桜木」1992年12月7日第1刷発行（12月2日発売[46]）、ISBN 4-08-871620-5
  11. 「マグレだとしても」1993年2月9日第1刷発行（2月4日発売[47]）、ISBN 4-08-871621-3
  12. 「王者への挑戦」1993年4月7日第1刷発行（4月2日発売[48]）、ISBN 4-08-871622-1
  13. 「UNSTOPPABLE」1993年6月9日第1刷発行（6月4日発売[49]）、ISBN 4-08-871623-X
  14. 「THE BEST」1993年8月9日第1刷発行（8月4日発売[50]）、ISBN 4-08-871624-8
  15. 「天国と地獄」1993年10月9日第1刷発行（10月4日発売[51]）、ISBN 4-08-871625-6
  16. 「サバイバル・ゲーム」1993年12月7日第1刷発行（12月2日発売[52]）、ISBN 4-08-871626-4
  17. 「最後の椅子」1994年2月9日第1刷発行（2月4日発売[53]）、ISBN 4-08-871627-2
  18. 「落し穴の予感」1994年4月9日第1刷発行（4月4日発売[54]）、ISBN 4-08-871628-0
  19. 「エース」1994年7月9日第1刷発行（7月4日発売[55]）、ISBN 4-08-871629-9
  20. 「湘北崩壊」1994年9月7日第1刷発行（9月2日発売[56]）、ISBN 4-08-871630-2
  21. 「勝敗」1994年11月9日第1刷発行（11月4日発売[57]）、ISBN 4-08-871841-0
  22. 「1st ROUND」1994年12月31日第1刷発行（12月26日発売[58]）、ISBN 4-08-871842-9
  23. 「AランクとCランク」1995年3月8日第1刷発行（3月3日発売[59]）、ISBN 4-08-871843-7
  24. 「勝利のために」1995年6月7日第1刷発行（6月2日発売[60]）、ISBN 4-08-871844-5
  25. 「最大の挑戦」1995年9月9日第1刷発行（9月4日発売[61]）、ISBN 4-08-871845-3
  26. 「パワー勝負」1995年12月6日第1刷発行（12月1日発売[62]）、ISBN 4-08-871846-1
  27. 「湘北 in Trouble」1996年2月7日第1刷発行（2月2日発売[63]）、ISBN 4-08-871847-X
  28. 「2年間」1996年4月9日第1刷発行（4月4日発売[64]）、ISBN 4-08-871848-8
  29. 「逸材」1996年6月9日第1刷発行（6月4日発売[65]）、ISBN 4-08-871849-6
  30. 「選手生命」1996年8月7日第1刷発行（8月2日発売[66]）、ISBN 4-08-871850-X
  31. 「湘北高校バスケットボール部」1996年10月8日第1刷発行（10月3日発売[67]）、ISBN 4-08-871839-9

### 完全版
- 井上雄彦 『SLAM DUNK 完全版』 集英社〈ジャンプ・コミックス デラックス〉、全24巻
  1. 2001年3月19日発売[68]、ISBN 4-08-859190-9
  2. 2001年3月19日発売[69]、ISBN 4-08-859191-7
  3. 2001年4月23日発売[70]、ISBN 4-08-859192-5
  4. 2001年4月23日発売[71]、ISBN 4-08-859193-3
  5. 2001年5月18日発売[72]、ISBN 4-08-859194-1
  6. 2001年5月18日発売[73]、ISBN 4-08-859195-X
  7. 2001年6月19日発売[74]、ISBN 4-08-859196-8
  8. 2001年6月19日発売[75]、ISBN 4-08-859197-6
  9. 2001年7月19日発売[76]、ISBN 4-08-859198-4
  10. 2001年7月19日発売[77]、ISBN 4-08-859199-2
  11. 2001年8月17日発売[78]、ISBN 4-08-859200-X
  12. 2001年8月17日発売[79]、ISBN 4-08-859201-8
  13. 2001年9月19日発売[80]、ISBN 4-08-859202-6
  14. 2001年9月19日発売[81]、ISBN 4-08-859203-4
  15. 2001年10月19日発売[82]、ISBN 4-08-859204-2
  16. 2001年10月19日発売[83]、ISBN 4-08-859205-0
  17. 2001年11月19日発売[84]、ISBN 4-08-859206-9
  18. 2001年11月19日発売[85]、ISBN 4-08-859207-7
  19. 2001年12月19日発売[86]、ISBN 4-08-859208-5
  20. 2001年12月19日発売[87]、ISBN 4-08-859209-3
  21. 2002年1月18日発売[88]、ISBN 4-08-859210-7
  22. 2002年1月18日発売[89]、ISBN 4-08-859211-5
  23. 2002年2月19日発売[90]、ISBN 4-08-859212-3
  24. 2002年2月19日発売[91]、ISBN 4-08-859213-1

### 新装再編版
- 井上雄彦 『SLAM DUNK 新装再編版』 集英社〈愛蔵版コミックス〉、全20巻
  1. 「桜木花道」2018年6月1日発売[92]、ISBN 978-4-08-792531-9
  2. 「庶民シュート」2018年6月1日発売[93]、ISBN 978-4-08-792532-6
  3. 「初試合･陵南戦1」2018年6月1日発売[94]、ISBN 978-4-08-792533-3
  4. 「初試合･陵南戦2」2018年6月1日発売[95]、ISBN 978-4-08-792534-0
  5. 「宮城と三井」2018年6月1日発売[96]、ISBN 978-4-08-792535-7
  6. 「湘北問題児軍団」2018年6月1日発売[97]、ISBN 978-4-08-792536-4
  7. 「湘北vs.翔陽」2018年7月2日発売[98]、ISBN 978-4-08-792537-1
  8. 「湘北vs.海南大附属1」2018年7月2日発売[99]、ISBN 978-4-08-792538-8
  9. 「湘北vs.海南大附属2」2018年7月2日発売[100]、ISBN 978-4-08-792539-5
  10. 「海南大附属vs.陵南」2018年7月2日発売[101]、ISBN 978-4-08-792540-1
  11. 「湘北vs.陵南1」2018年8月1日発売[102]、ISBN 978-4-08-792541-8
  12. 「湘北vs.陵南2」2018年8月1日発売[103]、ISBN 978-4-08-792542-5
  13. 「湘北vs.陵南3」2018年8月1日発売[104]、ISBN 978-4-08-792543-2
  14. 「シュート合宿」2018年8月1日発売[105]、ISBN 978-4-08-792544-9
  15. 「湘北インターハイデビュー!」2018年9月1日発売[106]、ISBN 978-4-08-792545-6
  16. 「湘北vs.山王工業1」2018年9月1日発売[107]、ISBN 978-4-08-792546-3
  17. 「湘北vs.山王工業2」2018年9月1日発売[108]、ISBN 978-4-08-792547-0
  18. 「湘北vs.山王工業3」2018年9月1日発売[109]、ISBN 978-4-08-792548-7
  19. 「湘北vs.山王工業4」2018年9月1日発売[110]、ISBN 978-4-08-792549-4
  20. 「湘北vs.山王工業5」2018年9月1日発売[111]、ISBN 978-4-08-792550-0

2025年に電子書籍が発売されている。

### 関連書籍
- 菅良幸 『SLAM DUNK』 集英社〈ジャンプ ジェイ ブックス〉、1994年12月2日発売[113]、ISBN 4-08-703028-8
- 井上雄彦 『INOUE TAKEHIKO ILLUSTRATIONS』 集英社、1997年6月4日発売[114]、ISBN 4-08-782408-X
- 辻秀一 『スラムダンク勝利学』 集英社、2000年10月5日発売[115]、ISBN 4-7976-7024-X
- 井上雄彦 『スラムダンク黒板カード』 アイティープランニング、ISBN 4-8711-8936-8
  - 公式サイトでのみ購入可能なポストカード[116]。
- 『SWITCH Vol.23 No.2 井上雄彦「スラムダンク、あれから10日後―」』 スイッチ・パブリッシング、2005年1月20日発行[117]、ISBN 4-88418-078-X
- 井上雄彦 『SLAM DUNK 10 DAYS AFTER』 フラワー、2005年5月発行[118]、ISBN 4-8711-8935-X
  - DVDが付属するが書籍扱い。DVDの特典映像として黒板漫画が収録されている。
- 井上雄彦 『SLAM DUNK 10 DAYS AFTER complete』 フラワー、2009年4月10日発行[119]、ISBN 978-4-9904126-2-3
- 井上雄彦 『PLUS/SLAM DUNK ILLUSTRATIONS 2』 集英社、2020年4月3日発売[120]、ISBN 978-4-08-792552-4

## 関連商品

### CD関連
- CD「TV Animation SLAM DUNK Original Soundtrack 〜Special TV Version〜」（ZAIN RECORDS1995 品番 ZACL-1023）
- CD「SLAMDUNK Original Soundtrack 3 」（ZAIN RECORDS 1995 品番 ZACL-1025）

### ソフト関連
いずれも東映ビデオから発売。
- VHS（ビデオテープ）
  - SLAM DUNK（映画）
  - SLAM DUNK 全国制覇だ!桜木花道
  - SLAM DUNK 湘北最大の危機!燃えろ桜木花道
  - SLAM DUNK 吠えろバスケットマン魂!!花道と流川の熱き夏
- DVD
  - SLAM DUNK VOL1 - 17
  - SLAM DUNK THE MOVIE1 - 2
- Blu-ray
  - SLAM DUNK Blu-ray Collection VOL.1 - 5
  - SLAM DUNK THE MOVIE Blu-ray